# Krätze (Metallurgie)

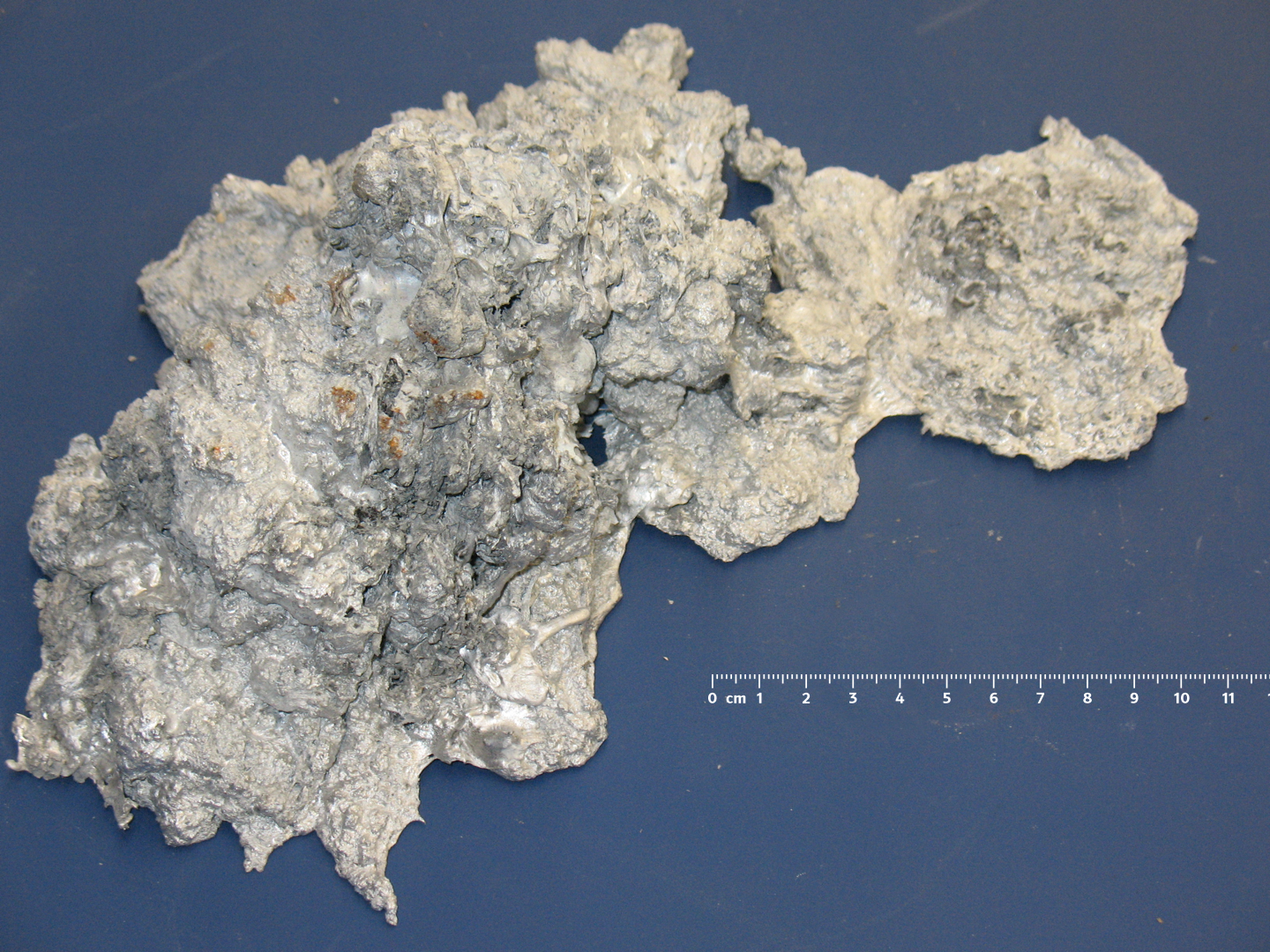
Aluminium-Krätze

Krätze (englisch dross), auch „Gekrätz“, oder je nach Schmelzgut auch als Asche (Zinnasche) bezeichnet, bezeichnet feste aufschwimmende Nebenprodukte beim Metallschmelzen. Sie entsteht beim Erschmelzen von Metallen aus ihren Erzen, ebenso wie beim Schmelzen von Metallen oder deren Legierungen unter atmosphärischem oder technologisch bedingtem Einfluss. Im Gegensatz zu Schlacken, die bei diesen Prozessen in schmelzflüssiger Form auftreten, haben die als Krätze bezeichneten Verunreinigungen einen höheren Schmelzpunkt als das in Frage stehende Metall und liegen daher in fester Form vor. Sauerstoffzutritt bedingt Oxidbildung – gelegentlich auch Abbrand genannt – in unterschiedlichem, durch die Sauerstoffaffinität der Schmelzebestandteile bedingtem Ausmaß. Hinzutreten können zu den der Schmelze damit aufliegenden oxidischen Krätzen noch dem Schmelzgut primär anhaftende Verunreinigungen, oder prozessbedingte Reaktionsprodukte mit in der Regel geringerer Dichte als die Schmelze, die daher selbst zur Badoberfläche aufsteigen oder durch eine „spülende“ Schmelzebehandlung ausgetrieben werden. 
Da die Oxide der Schmelzebestandteile zwar von geringerer Dichte sind, aber einen höheren Schmelzpunkt aufweisen als diese selbst, ist die der Schmelze aufliegende Krätze in der Regel hochviskos. Dies begünstigt den Einschluss von Schmelzebestandteilen.
Schmelzen müssen vor der Weiterverwendung von Prozessschlacken befreit werden, also „entschlackt“ oder „abgekrätzt“ (s. Formguss und ebenso Schmelzebehandlung). Insofern bedeutet das Entstehen wie das Vorhandensein von Krätzen stets einen Verlust an metallischer Schmelze.
Dies gilt für ein Hüttenwerk ebenso wie für Recyclinghütten und Gießereien und gibt der Schlackenaufbereitung, wie dem Krätze-Recycling, im Rahmen des gebotenen nachhaltigen Umgangs mit metallischen Rohstoffen ein Betätigungsfeld.
Krätzebildung durch Oxidation kann durch Vakuumschmelzen vermieden werden. Die Kosten dieser Technik lassen den Einsatz zumeist nur für hochwertiges Schmelzgut wie edle oder seltene Metalle zu.